# Waimajã
El waimajã (Waimaha), genèricament conegut com a Bará o (septentrional) Barasano, és una llengua que pertany al grup central de les llengües tucanes, i és parlada a Colòmbia i al Brasil. Pel 1971 els parlants de la llengua vivien generalment als llarg dels rius colombians Colorado, Yapu, Inambu, Macucu, i Tiquie. El 2004 tenia uns 500 parlants, uns 43 d'ells al Brasil.

## Escriptura
El bara està escrit en alfabet llatí. Una ortografia es defineix en un llibre publicat el 1976 pel govern colombià i SIL International. Els grafemes utilitzats són : ⟨a, e, i, o, u, ʉ⟩ per les vocals, i ⟨b, c, qu, d, g, gu, j, m, n, ñ, p, r, t, w⟩ per les consonants. Les vocals nasalitzades s'indiquen mitjançant tilde: ⟨ã, ẽ, ĩ, ,õ, ũ, ʉ̃⟩. El to baix no està indicat i el to alt es pot indicar amb accent agut on hi ha ambigüitat: ⟨á, é, í, ó, ú, ʉ́⟩.

## Fonologia
Les taules presenten la fonologia del waimaja

### Vocals
|         | Anterior    | Central     | Posterior   |
| ------- | ----------- | ----------- | ----------- |
| Tancada | ⟨i⟩ i ⟨ĩ⟩ ĩ | ⟨ʉ⟩ ɨ ⟨ʉ̃⟩ ɨ̃ | ⟨u⟩ u ⟨ũ⟩ ũ |
| Mitjana | ⟨e⟩ e ⟨ẽ⟩ ẽ |             | ⟨o⟩ o ⟨õ⟩ õ |
| Oberta  |             | ⟨a⟩ a ⟨ã⟩ ã |             |

### Consonants
|            |            | Bilabial | Dental | Palatal | Velar     | Glotal |
| ---------- | ---------- | -------- | ------ | ------- | --------- | ------ |
| Oclusives  | Sordes     | ⟨p⟩ p    | ⟨t⟩ t  |         | ⟨c, qu⟩ k |        |
| Oclusives  | Sonores    | ⟨b⟩ b    | ⟨d⟩ d  |         | ⟨g, gu⟩ ɡ |        |
| Fricatives | Fricatives |          | ⟨s⟩ s  |         |           | ⟨h⟩ h  |
| Africades  | Sordes     |          |        | ⟨c⟩ t͡ʃ  |           |        |
| Africades  | Aspirades  |          |        | ⟨j⟩ d͡ʒ  |           |        |
| Liquides   | Liquides   |          | ⟨r⟩ r  |         |           |        |
| Semivocals | Semivocals | ⟨w⟩ w    |        |         |           |        |